# Foncia
 (juillet 2024).
Foncia est une entreprise française d’administration de biens et de transaction immobilière, filiale d'Emeria, présidée depuis 2017 par Philippe Salle. Avec 600 agences dans la France entière, la société serait, en 2007, le « plus grand administrateur de biens français ». En 2021, Foncia a géré 70 000 immeubles en gestion de copropriété, 400 000 biens en location et a réalisé 20 000 transactions.

## Historique

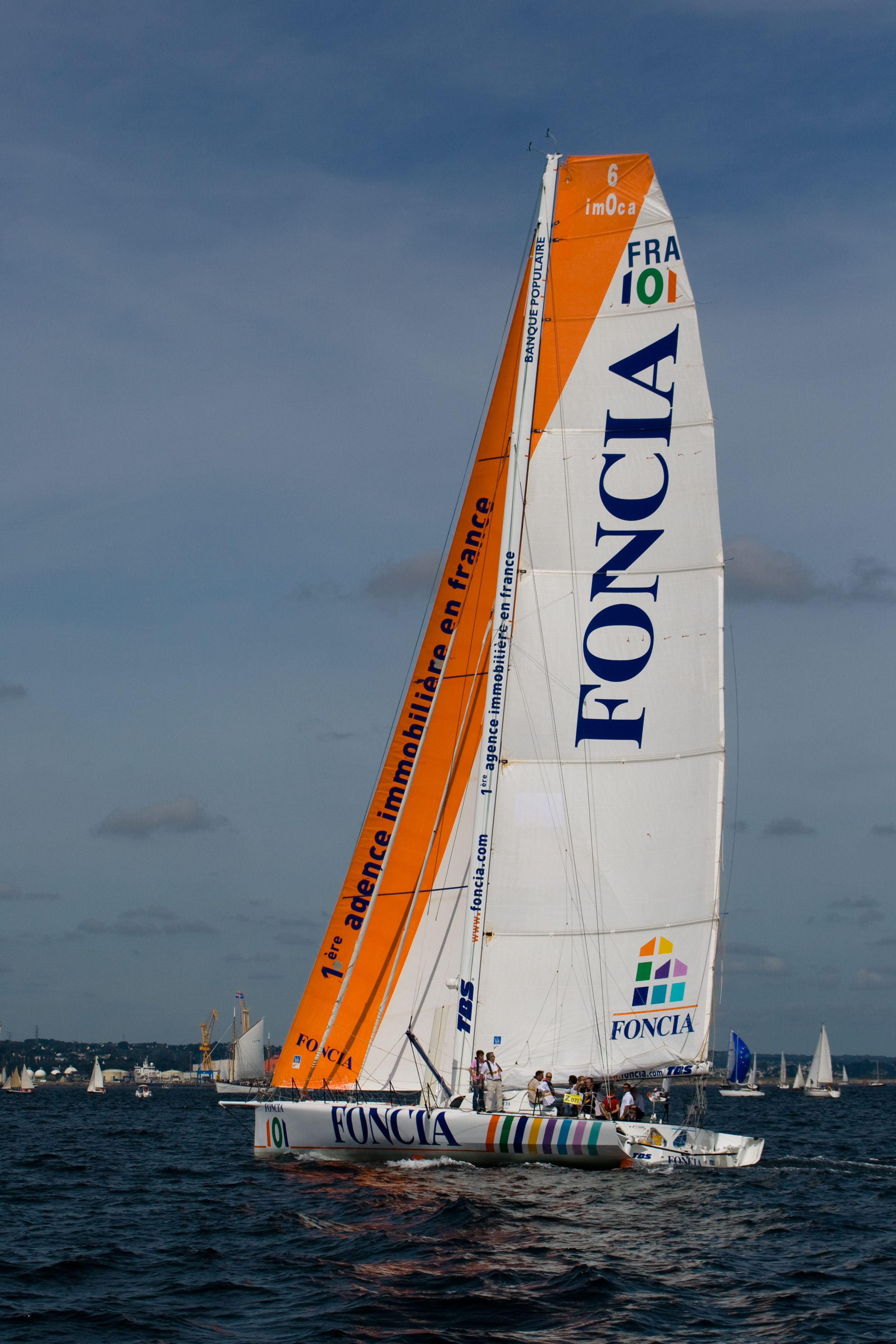
Sponsoring sportif de Foncia dans le domaine de la voile.

Foncia est fondé en 1972 sous le nom de Franco Suisse Gestion, par Jacky Lorenzetti après avoir effectué des études à l'école hôtelière de Lausanne. Jacky Lorenzetti et sa famille représentent alors la 350e fortune française avec 92 M€ (évaluation en 2007)[réf. nécessaire]. Ils conserveraient environ 7 % des parts de Foncia après avoir revendu en 2007 aux Banques populaires pour environ 1,3 milliard d'euros.
La société Foncia Groupe est fondée en novembre 1999
En 2001, la société fait son entrée en Bourse (second marché).
Foncia est rachetée en janvier 2007 par la société Banque populaire qui, avec l'accord de l'Autorité des marchés financiers, retire le titre de la cotation le 10 mai 2007.
En 2013, Foncia rachète l’activité d’administration de biens au groupe Tagerim.
Le quotidien La Tribune rapporte le 22 février 2010 que le groupe BPCE, né du rapprochement entre la Caisse d'épargne et la Banque populaire, actuel propriétaire, souhaite céder sa filiale Foncia, mais n'a pas encore identifié d'acheteur. Mais en juin 2010, la BPCE décide de retirer Foncia de la vente[réf. nécessaire].
En mai 2011, la BPCE remet en vente Foncia et accepte l'offre de deux fonds d'investissements pour un rachat partiel. Les fonds d'investissement français Eurazeo et britannique Bridgepoint Group (en) se portent acquéreurs de la société. Ils rachètent 80 % à la BPCE qu'ils se répartissent à parts égales, la BPCE conservant 20 %.
La vente est signée en aout 2011. Foncia devient alors un groupe dépendant de trois actionnaires[réf. nécessaire].
Le 14 janvier 2014, Foncia annonce qu'elle quitte la Fédération nationale de l'immobilier (FNAIM).
En novembre 2014, BPCE vend sa participation minoritaire à Eurazeo et Bridgepoint, détenant ainsi 50 % du capital chacun.
En février 2015, la direction annonce la création de la filiale Prowen, une société de courtage en énergie. Et en juillet 2015, celle de la filiale Foncia Property Management spécialisée dans la gestion et transaction de patrimoine résidentiel.
En juillet 2016, les deux groupes cèdent l'intégralité de leur participation au suisse Partners Group, et à deux actionnaires minoritaires, la Caisse de dépôt et placement du Québec et à la China Investment Corporation pour un montant voisin de 1,8 milliard d'euros,.
En octobre 2016, Foncia annonce l'acquisition d’Icade Property Management qui devient Foncia Institutional Property Management.
En novembre 2016, acquisition du site Somhome, premier site d’annonces immobilières conçu pour optimiser la mise en relation entre propriétaires et locataires[réf. nécessaire].
En décembre 2017, Philippe Salle, ancien PDG des groupes Altran et Elior, est nommé à la présidence du groupe Foncia[réf. nécessaire].
En avril 2019, Foncia quitte l'UNIS pour rejoindre le SNPI et est nommé membre titulaire du Conseil national de la transaction et de la gestion immobilières (CNTGI), par arrêté ministériel du 23.
En janvier 2020, création de la filiale Tech-Way : maintenance technique experte dans le secteur de l’habitat .
En 2021, l'entreprise française d'administration de biens immobiliers emploie environ 12.000 personnes à travers 600 agences en France, mais aussi en Allemagne, en Suisse, en Belgique et au Luxembourg. Son chiffre d'affaires devrait approcher 1,25 milliard d'euros en 2021, a indiqué Partners Group dans le communiqué.
Au cours des cinq dernières années, Partners Group a "transformé" Foncia, accélérant sa croissance externe avec "plus de 260 acquisitions réalisées", a mis en avant le fonds d'investissement dans un communiqué, soulignant qu'il a également amorcé sa transformation numérique.
En janvier 2022, création de la holding Emeria (ex Foncia Groupe), dont Foncia est l’une des filiales.

## Activités
Le métier principal de Foncia est d'être gérant pour le compte de propriétaires, investisseurs, syndic de copropriété, loueur, agent immobilier pour l’achat et la vente. Foncia est aussi spécialisée dans les ventes et les locations de locaux d’activité, bureaux et commerces et dans la gestion de sociétés civiles de placement immobilier. En 2021, Laurence Battle est nommée présidente de Foncia ADB (administration de biens) et Jordan Frarier président de Foncia Transaction.
Emeria est aujourd’hui[Quand ?] présent principalement en Allemagne sous la marque Reanovo, en Belgique avec les marques OP et Trevi, en France avec Foncia depuis 50 ans, mais aussi Foncia Immoneuf, Assurimo, Constatimmo, Efficity, Lodgis, Tech-Way, Seiitra ou Stares, au Portugal avec Efficity, en Suisse avec Brolliet, DBS Group, Domicim et Gribi, et via Esset au niveau européen.

## Controverses
En décembre 2011, l'Haute Autorité de lutte contre les discriminations et pour l'égalité (HALDE) demande à Foncia, soupçonnée de discrimination envers les personnes recevant des pensions et des allocations d'invalidité, de réformer ses pratiques. À la suite de cette information, Foncia annonce par un communiqué qu’elle suivra sans délais les recommandations du défenseur des droits afin de modifier ses procédures de calcul des revenus pour l'octroi des logements.
Le 1er octobre 2014, jour de l'autorisation légale des actions collectives, l'association de défense des consommateurs UFC-Que Choisir assigne l'entreprise, considérant que Foncia aurait indûment facturé un « service d’avis d’échéance ». Le 14 mai 2018, la première action de groupe en France, contre Foncia, est rejetée par la justice, le tribunal de grande instance de Nanterre jugeant cette action de groupe irrecevable. Mais l'UFC-Que Choisir considère que la justice a fait une interprétation restrictive de la loi.
En 2014, la Commission nationale de l'informatique et des libertés (CNIL) sanctionne le groupe Foncia pour "commentaires excessifs sur leurs clients et prospects".
En septembre 2016, Foncia est contraint de présenter ses excuses après avoir invité des copropriétaires à enlever leur drapeau français en hommage aux victimes de l'attentat du 14 juillet 2016 à Nice à la suite d'une polémique entre copropriétaires favorables et défavorables à la pose d'un drapeau, certains accusant les autres de faire une tentative de récupération de l'attentat au profit d'une formation politique nationale.
Foncia, qui s'est largement développée par acquisitions (une centaine de cabinets de 2004 à 2007), a mis en place une politique de centralisation qui aurait créé, selon Le Monde, « un climat social pesant ».
En 2020, Foncia rejoint l’Association nationale des gestionnaires de copropriété (ANGC) et la Fédération nationale de l'immobilier dans une procédure en justice contre la société Matera, qui l'accuse notamment d'exercice illégal de la profession de syndic. La plainte est classée sans suite par le parquet de Paris.

## Sponsoring
En octobre 2015, Foncia devient le sponsor du club de rugby à XV le Racing 92, après de nombreuses années de sponsoring sportif dans le domaine de la voile[réf. nécessaire]. En juillet 2019, Foncia renouvelle pour 3 ans, son partenariat de sponsoring sportif avec le Racing 92,.